# 3-as busz (Szigetvár)
A szigetvári 3-as busz a Kórház és a Halászcsárda között közlekedik, a Szent István lakótelep érintésével. Csak odafele irányban közlekedik. A járatot a Pannon Volán Zrt. üzemelteti.

## Járművek
A járaton főként Ikarus 266 és Credo EC 12 típusú autóbuszok közlekednek.

## Útvonal
| Kórház → Halászcsárda |
| --- |
| - Kórház - Szent István lakótelep - Bajcsy-Zsilinszky utca - Széchenyi utca - Almáspatak utca - Autóbusz-állomás - Istvánffy Miklós utca - Deák Ferenc tér - Sánc utca - József Attila utca - Halászcsárda |

## Megállóhelyei
| idő | megállóhely neve           | idő | átszállási kapcsolatok                                                 | intézmények                                      |
| --- | -------------------------- | --- | ---------------------------------------------------------------------- | ------------------------------------------------ |
| 0   | Kórház                     | ∫   | 1, 1A, 1B, 2, 2A, 7                                                    | Szigetvár Városi Kórház                          |
| 2   | Szent István lakótelep I.  | ∫   | 1, 1B, 2, 7                                                            |                                                  |
| 3   | Szent István lakótelep II. | ∫   | 1, 1B, 7                                                               |                                                  |
| 5   | Bajcsy-Zsilinszky utca 45. | ∫   | 1, 1B, 7                                                               |                                                  |
| 6   | Malom                      | ∫   | 1, 1A, 1B, 2, 2A, 7                                                    | Malom                                            |
| 7   | Konzervgyár                | ∫   | 1, 1A, 1B, 2, 2A, 7                                                    | Konzervgyár                                      |
| 8   | Almáshíd                   | ∫   | 1, 1A, 1B, 2, 2A, 7                                                    | Áruházak                                         |
| 9   | Autóbusz-állomás           | ∫   | 1, 1A, 1B, 2, 2A, 4, 4A, 5, 5A, 7 Murakeresztúr–Szentlőrinc-vasútvonal | Szigetvár, Gimnázium, Piac                       |
| 10  | Sánc utca                  | ∫   | 4, 4A, 5, 5A                                                           |                                                  |
| 12  | Halászcsárda               | ∫   | 4, 4A, 5, 5A                                                           | Dr. Raksányi Árpád Integrált Szociális Intézmény |

## Külső hivatkozások
A 3-as járat menetrendje

Pannon Volán Zrt.